# Piero Dorazio

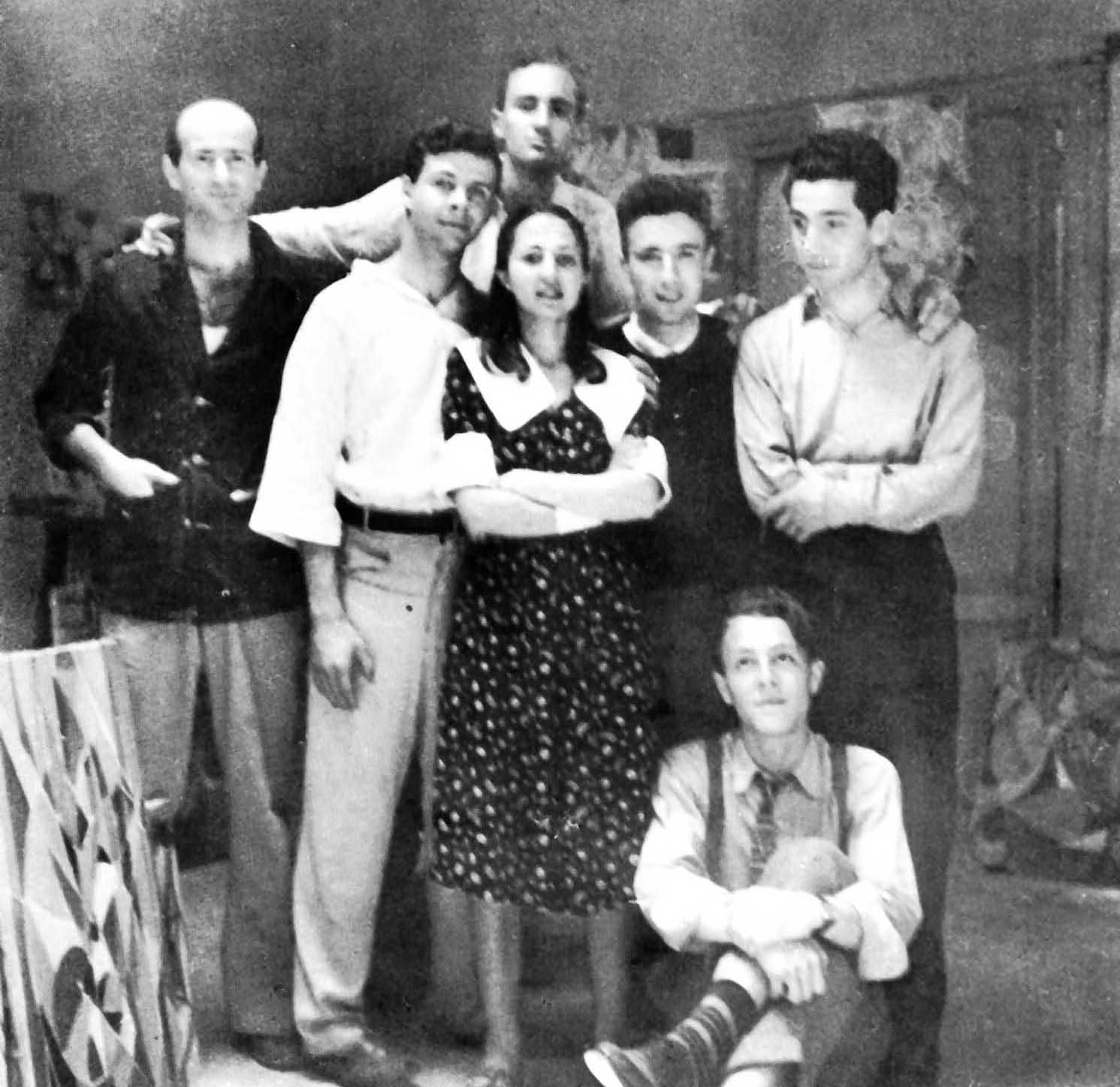
Il Gruppo Forma

Piero Dorazio (Roma, 29 giugno 1927 – Perugia, 17 maggio 2005) è stato un pittore italiano, che con la sua pittura ha contribuito dal 1945 all'affermazione dell'astrattismo in Italia.

## Biografia
Dorazio nasce a Roma dove, terminati gli studi classici, studia per quattro anni architettura. Molto giovane, nel 1944, incontra la corrente astrattista della capitale ed inizia una serie di collaborazioni con i suoi protagonisti. Dal 1945 partecipa come esponente di spicco all'attività del gruppo Arte Sociale. Assieme agli amici Lucio Manisco, Mino Guerrini e Achille Perilli frequenta nel primo dopoguerra lo studio di Renato Guttuso, ma ben presto si allontana dalle tesi del realismo socialista e aderisce al movimento dell'astrattismo.
Nel 1947 figura tra i firmatari del manifesto del Gruppo Forma 1, assieme a Ugo Attardi, Pietro Consagra, Mino Guerrini, Achille Perilli, Antonio Sanfilippo, Giulio Turcato e Carla Accardi. Sempre nel 1947 vince una borsa di studio dell'École nationale supérieure des beaux-arts di Parigi, dove risiederà per un anno. Nel 1948 partecipa alla Rassegna nazionale di arti figurative (V Quadriennale Nazionale d'Arte) di Roma.
Con Perilli e Guerrini nel 1950 apre in via del Babuino, a Roma, la libreria-galleria “L'Age d'Or”, che nel 1951 si fonderà con il gruppo “Origine” di Mario Ballocco, Alberto Burri, Giuseppe Capogrossi, Ettore Colla, dando vita alla “Fondazione Origine”, nel cui ambito Colla e Dorazio pubblicano la rivista “Arti Visive”.
Nell'estate di 1953 viene invitato allo Harvard International Seminar, all'Università di Harvard, a Cambridge, dove terrà due conferenze. A settembre Virginia Dortch diventa sua moglie e si stabiliscono a New York dove tiene le sue prime esposizioni personali nella Wittenborn One-Wall Gallery e nella Rose Fried Gallery nel 1954. Durante il suo soggiorno negli Stati Uniti viene  a contatto con le personalità più importanti dell'epoca come i pittori Willem de Kooning, Mark Rothko, Jackson Pollock, Barnett Newman, Robert Motherwell ed il critico d'arte Clement Greenberg. In questo periodo, Dorazio si concentra anche sullo studio degli scritti di Vasilij Vasil'evič Kandinskij, la cui teoria sugli aspetti immateriali della pittura lo influenzerà notevolmente
In seguito torna in Italia dove contuinua un'intensa e costante attività espositiva con personali alla Galleria Apollinaire di Milano, alla Galleria del Cavallino a Venezia nel 1955 e alla Galleria La Tartaruga a Roma nel 1957. Compie periodicamente soggiorni artistici in molte città europee tra le quali Parigi, Londra, Praga, Düsseldorf e Berlino che contribuiranno a diffondere la sua popolarità e la sua fama anche lontano dall'Italia.
Nel 1959 partecipa a Documenta 2 a Kassel. Nel 1960, fonda il dipartimento di belle arti alla School of Fine Arts nella Pennsylvania University di Filadelfia, che negli anni sessanta era stata riconosciuta come la scuola d'arte e di architettura migliore degli Stati Uniti d'America e della quale ricoprirà l'incarico di direttore e per un semestre l'anno anche di professore sino al 1967.
Espone in tre edizioni della Biennale di Venezia nel 1960 dove invitato da Lionello Venturi gli viene dedicata una sala personale e poi nel 1966 e nel 1988. Nel 1961 a Berlino, partecipa all'attività del Gruppo Zero insieme a Heinz Mach, Otto Pine e Gunter Uecher, a Parigi riceve il Premio Kandinsky e il primo Premio della Biennale des Jeunes mentre una sua personale è allestita negli spazi del Kunstverein di Düsseldorf.
Nel 1963 una sua opera viene esposta alla mostra Contemporary Italian Paintings, allestita in alcune città australiane. Nel 1963-64 espone alla mostra Peintures italiennes d'aujourd'hui, organizzata in medio oriente e in nordafrica. Nel 1965 partecipa alla mostra The responsive eye al Museum of Modern Art di New York.
Nel 1966 dopo la seconda partecipazione alla Biennale di Venezia espone alla Galerie Im Erker, a San Gallo dove con Giuseppe Ungaretti instaurerà un sodalizio artistico: infatti per l'occasione Ungaretti scrive un saggio sulla sua pittura per la presentazione del catalogo mentre nel 1967 sarà Dorazio a realizzare una serie di grafiche per accompagnare la raccolta di poesie di Ungaretti intitolata “La luce”. Nel 1968 Dorazio risiede per sei mesi a Berlino dove insegna presso la Deutsche Akademishe Austauschdienst.
Nel 1970 interrompe definitivamente l'attività di insegnamento per dedicarsi esclusivamente alla pittura. Nel 1971 dopo avere avuto studio a Roma, Parigi, New York, Filadelfia, Berlino, nel 1974 si trasferisce definitivamente a Todi dove acquista un antico eremo Camaldolese e qui continua a creare fino al 2005, anno della sua morte. Nel 1984 si sposa con Giuliana Soprani.
Nel 1989 collabora al progetto della Fiumara d'arte di Tusa, grande parco museo a cielo aperto di arte contemporanea ideato da Antonio Presti, con la coloratissima decorazione in ceramica della caserma dei carabinieri di Castel di Lucio realizzata da in collaborazione con Graziano Marini. Sempre su commissione di Presti, e insieme a Marini, Dorazio nel 1996 realizza anche la camera d'arte dell'Atelier sul Mare di Castel di Tusa intitolata La stanza della pittura. Nel 1994 realizza degli interventi artistici permanenti presso la Maison des Arts di Pescara.
Nel 1992 si candida alla Camera dei deputati con la Lista Marco Pannella nella circoscrizione di Roma-Viterbo-Latina-Frosinone: ottiene solo 54 voti e non viene eletto.

## Esposizioni

### Principali esposizioni dal 1954 al 1959
1953
- New York, Wittenborn Onewall Gallery

1954
- New York, Rose Fried Gallery

1955
- Milano, Galleria Apollinaire
- Venezia, Galleria d'Arte del Cavallino

1956
- Firenze, Galleria La Strozzina, Palazzo Strozzi

1957
- New York, Wittenborn Onewall Gallery
- Roma, Galleria la Tartaruga

1959
- Berlino, Galerie Springer
- Düsseldorf, Galerie Hella Nebelung
- Hannover, Galerie Seide

### Principali esposizioni dal 1960 al 1969
1960
Venezia, XXX Biennale Internazionale d’Arte
1961
- Anversa, Galerie Ad Libitum
- Cleveland, Howard Wise Gallery
- Düsseldorf, Kunstverein für die Rheinlande und Westfalen, Städtische Kunsthalle

1962
- Milano, Galleria dell'Ariete
- Stoccarda, Galerie Müller
- Zurigo, Galerie Suzanne Bollag

1963
- Rio de Janeiro, Galeria Relêvo
- San Paolo del Brasile, Museo de Arte Moderno

1964
- Roma, Marlborough Galleria d'Arte

1965
- Cleveland, The Cleveland Museum of Art
- Milano, Galleria dell'Ariete
- New York, Marlborough Gerson Gallery

1966
- Londra, Marlborough Fine Art Gallery
- Monaco di Baviera, Galerie Heseler
- San Gallo, Galerie Im Erker
- Schwenningen am Neckar, Kleine Galerie
- Stoccarda, Württembergischer Kunstverein, Kunstgebäude am Schlossplatz
- Venezia, XXXIII Biennale Internazionale d’Arte

1967
- La Chaux-de-Fonds, Musée des Beaux-Arts
- Genova, Galleria del Deposito
- Milano, Galleria dell'Ariete
- Filadelfia, Makler Gallery
- Stoccolma, Svensk-Franska Konstgalleriet

1968
- Berlino, Galerie Springer
- Francoforte sul Meno, Deutsch-Italienische Vereinigung, Frankfurter Westend Galerie
- Genova, Galleria del Deposito
- Roma, Marlborough Galleria d'Arte
- Venezia, Galleria Barozzi
- Zurigo, Galerie Suzanne Bollag

1969
- Bennington, New Gallery, Bennington College
- Berlino, Haus am Waldsee
- Bergamo, Galleria Lorenzelli
- Bielefeld, Kunststudio Westfalen-Blatt
- Bruxelles, Palais des Beaux Arts de Bruxelles
- Friburgo in Brisgovia, Kunstverein Freiburg
- Milano, Galleria dell'Ariete
- New York, Marlborough Gerson Gallery

### Principali esposizioni dal 1970 al 1979
1970
- Belgrado, Muzej Savremene Umetnosti
- Napoli, Galleria Il Centro
- Roma, Grafica Romero
- San Gallo, Galerie Im Erker
- Venezia, Galeria Alfieri

1971
- Basilea, Galerie d'Art Moderne
- Livorno, Galleria Peccolo
- Roma, Grafica Romero
- Verona, Galleria Studio La città

1972
- Francoforte sul Meno, Deutsch-Italienische Vereinigung, Frankfurter Westend Galerie
- Milano, Galleria dell'Ariete
- Roma, Marlborough Galleria d'Arte

1973
- Londra, Marlborough Fine Art Gallery
- Montréal, Marlborough Godard Gallery
- Roma, Marlborough Galleria d'Arte
- Toronto, Marlborough Godard Gallery

1974
- Milano, Studio Marconi
- Monaco, Galerie Marget Biedermann
- Roma, Marlborough Galleria d'Arte

1975
- Milano, Galleria dell'Ariete
- Roma, Marlborough Galleria d'Arte
- Todi, Palazzo del Popolo, Associazione Piazza Maggiore

1976
- New York, André Emmerich Gallery
- San Gallo, Galerie Im Erker

1977
- Berlino, Galerie Springer
- Milano, Galleria Wirz
- Bergamo, Galleria Lorenzelli
- Milano, Lorenzelli Arte
- Monaco, Unbewohnbar die Trauer
- New York, André Emmerich Gallery
- Arezzo, Galleria d'Arte Piero Della Francesca

1978
- Bielefeld, Kunststudio Westfalen-Blatt
- Francoforte sul Meno, Frankfurter Westend Galerie
- Zurigo, Galerie Kornfeld

1979
- Badenweiller, Galerie Luise Krohn
- Buffalo, Nina Freudenheim Gallery
- New York, André Emmerich Gallery
- Parigi, Musée d'Art Moderne de la Ville de Paris

### Principali esposizioni dal 1980 al 1989
1980
- Champaign, Illinois, Krannert Art Museum, University of Illinois
- Dayton, Ohio, Dayton Art Institute
- Fort Lauderdale, Florida, Museum of Art
- Milano,Lorenzelli Arte
- Hannover, Dortmuny College Museum & Galleries
- Monaco, Galerie Biederman
- Norfolk, Virginia, The Chrysler Museum

1981
- Colonia, Internationaler Kunstmarkt, Galleria la Città
- Ludwigshafen, Wilhelm Hack Museum
- Lugano, Studio d'Arte Contemporanea Dabbeni
- Milano, Lorenzelli Arte
- Monaco di Baviera, Staatsgalerie Moderner Kunst, Haus der Kunst
- Monaco di Baviera, Galerie Von Braunbeherens
- Monaco di Baviera, Neue Pinakothek, Bayerische Staatsgemäldesammlungen
- New York, André Emmerich Gallery
- San Gallo, Galerie Im Erker
- Toronto, Mira Godard Gallery

1982
- Bottrop, Quadrat Moderne Galerie
- San Gallo, Galerie Im Erker
- Verona, Galleria Studio La Città

1983
- Badenweiler, Galerie Luise Krohn
- Francoforte sul Meno, Frankfurter Wested Galerie
- Monaco, Galerie Edition E.
- Roma, Galleria Nazionale d’Arte Moderna
- Schwäbisch Gmünd, Galerie Edith Wahlandt

1984
- Milano, Lorenzelli Arte
- Roma, Galleria Mara Coccia

1985
- Livorno, Galleria Peccolo
- San Gallo, Erker Galerie
- Tokyo, Takanawa Art Seibu
- Ravenna, Loggetta Lombardesca

1986
- Como, Centro Serre Ratti
- Finale Ligure, Galleria Valente
- New York, Achim Moeller Fine Art Limited
- Roma, Galleria Mara Coccia
- Tokyo, Face Gallery
- Venezia, Ikona Gallery, Scuola Grande San Giovanni Evangelista

1987
- Berlino, Galerie Springer
- Genova, Galleria la Polena
- Parma, Galleria Niccoli
- Rovigo, Accademia dei Concordi
- Bonn, Galerie Pudelko
- Milano, Lorenzelli Arte

1988
- Venezia, XLIII Biennale Internazionale d’Arte
- Zugo, Kunsthaus Zug

1989
- Badenweiler, Gallerie Luise Krohn
- Düsseldorf, Galerie Karin Fesel
- Mantova, Galleria Corraini
- Mantova, Casa del Mantenga
- Parma, Galleria Niccoli
- Roma, Galleria Mara Ciocca

### Principali esposizioni dal 1990 al 1999
1990
- Verona, Studio La Città
- Osaka, Galerie Kodama
- San Gallo, Galerie Im Erker
- Grenoble, Musée de Grenoble
- Bologna, Galleria Comunale d'Arte Moderna

1991
- Novara, Stazione Dell'Arte,
- Francoforte sul Meno, Westend Galerie

1992
- Napoli, Galleria Dina Caróla
- Milano, Galleria Lorenzelli
- Ludwigshafen, Kunstverein Ludwigshafen am Rhein

1993
- San Gallo, Galerie Im Erker
- Bad Ragaz, B. Gallery

1994
- Atene, Museo Civico
- Francoforte sul Meno, Frankfurter Westend Galerie

1995 
- Genova, Galleria Rotta
- San Gallo, Galerie Im Erker

1996 
- Roma, Calcografia Nazionale
- Monaco di Baviera, Galerie Biedermann
- Bonn, Galerie Pudelko

1997 
- Vaduz, Galleria Am Lindenplatz

1998
- Milano, PAC Padiglione d'Arte Contemporanea
- Milano, Lorenzelli Arte
- Belluno, Palazzo Crepadona
- San Gallo, Galerie Im Erker

1999
- Francoforte sul Meno, Die Galerie

### Principali esposizioni dal 2000 al 2022
2000
- Heidelberg, Dresder Bank
- New York, Achim Moeller Fine Art

2001
- Bolzano, Museion Museo d'Arte Moderna

2002
- Milano, Gabriele Cappelletti arte contemporanea
- Rodi, Museum of Modern Greek Art
- Stoccarda, Galerie Valentien

2003
- Valencia, Instituto Valenciano de Arte Moderno (IVAM)
- Bayreuth, Kunstmuseum Bayreuth
- Stoccolma, Istituto Italiano di Cultura “C.M. Lerici”

2004
- Locarno, Pinacoteca Casa Rusca

2005
- Milano, Lorenzelli Arte
- Milano, Palazzo Reale, Sala delle Cariatidi

2006
- Benevento, Palazzo Paolo V, Collettiva "alla luce del tempo"

2008
- Milano, Galleria Tonelli

2010
- Todi, Palazzo del Popolo e Palazzo Viviano degli Atti

2019
- Milano, Gallerie d'Italia

2022
- Verona, Galleria d'Arte Moderna Achille Forti e Galleria dello Scudo

## Piero Dorazio nei musei

### Nei musei d'Italia
- Fondazione Biscozzi Rimbaud, Lecce
- Galleria civica d'arte moderna e contemporanea - GAM TORINO, Torino
- Museo d'arte contemporanea - (MACRO), Roma
- Peggy Guggenheim Collection, Venezia
- MACC, Calasetta
- Galleria nazionale dell'Umbria - GNU, Perugia
- Museo d'arte contemporanea , Lissone (MB)
- Collezione Roberto Casamonti, Firenze
- Galleria d'Arte Moderna Achille Forti, Verona

### Nei musei esteri
- Albright-Knox Art Gallery, Buffalo New York
- Musée des beaux-arts (Nantes), Nantes
- Centro Georges Pompidou, Parigi
- Centro nazionale delle arti plastiche - (CNAP), Parigi
- Museo di arte moderna e contemporanea, Strasburgo
- Museum Moderner Kunst Stiftung Ludwig Wien (MUMOK), Vienna
- Tate Modern, Londra
- Stedelijk Museum, Amsterdam